# Comitatul Washington, Indiana
Comitatul Washington, conform originalului din limba engleză, Washington County (codul său FIPS este 18 - 175 Arhivat în 7 iunie 2011, la Wayback Machine.), este unul din cele 93 de comitate ale statului american Indiana. Conform Census 2000 populația totală era de 27.223 de locuitori. Sediul comitatului este orașul Salem.GR6 Washington County este parte a zonei metropolitane Louisville / Jefferson County, KY – IN Metropolitan Statistical Area.

## Demografie
|  | Graficele sunt indisponibile din cauza unor probleme tehnice. Mai multe informații se găsesc la Phabricator și la wiki-ul MediaWiki. |

Date: Wikidata - grafică realizată de Wikipedia